# Landhuis Groot Santa Martha
Landhuis Groot Santa Martha of Groot Sint Maarten is een voormalig plantagehuis in het noordwesten van Curaçao.

## De plantage
Plantage Groot Santa Martha werd waarschijnlijk tussen 1670 en 1690 gesticht. Aanvankelijk had hij een oppervlakte van 554 hectare, in de loop van de tijd werd dat teruggebracht naar 17 hectare. Tot 1825 werd er suikerriet verbouwd. Van de suiker werd onder andere rum gemaakt, het bijproduct melasse werd gebruikt als veevoer.
Vooral nadat in de Santa Marthabaai in de eerste helft van de negentiende eeuw zoutpannen waren aangelegd, was het een belangrijke zoutplantage. Negentig procent van het Curaçaose zout dat naar Nederland en de Verenigde Staten werd geëxporteerd, was afkomstig van Groot Santa Martha. Na 1933 werd het een veeplantage. De melk, boter, kaas en het slachtvee werden in de stad verkocht. Ook werd er schapenwol geproduceerd. Eind negentiende eeuw ging men dividivipeulen exporteren, die voor het looien van leer werden gebruikt. Toen men daarvoor na de eeuwwisseling een andere stof ging gebruiken, staakte deze export.
In 1952 werd de plantage aan de overheid verkocht.

## Het landhuis
Landhuis Groot Santa Martha is een van de oudste en grootste landhuizen van Curaçao. Waarschijnlijk stamt het net als de plantage uit de zeventiende eeuw. In het fronton is een afbeelding van de heilige Martha verwerkt. Het landhuis staat op een verhoogd plateau en is in een U-vorm gebouwd. In de twintigste eeuw heeft een eigenaar een grote poort tussen de twee 'poten' van de U geplaatst die de patio afsluit. Het landhuis heeft een zadeldak met tuitgevel met driehoekige topbeëindiging. De terrassen hebben aan drie zijden trappen. Er zijn verschillende bijgebouwen zoals stallen, een magasina, drinkreservoirs voor dieren, twee waterputten, een melkkamer, graanschuur en een indigobak. De indigobak werd gebruikt bij de productie van de kleurstof indigo en is uniek voor de hele Caribische archipel.
Het landhuis was een van de eerste suikerfabrieken van Curaçao. In 1979 en 2001 werden het landhuis en de magasina's ingrijpend gerestaureerd. Daarna was tot 2012 de sociale werkplaats Tayer Social Santa Martha er gevestigd. Sindsdien staat het landhuis leeg.